# Missy (Val-d'Arry)
Missy è un ex comune francese di 539 abitanti, ora frazione di Val-d'Arry, comune situato nel dipartimento del Calvados nella regione della Normandia. Il 1º gennaio 2016 è stato accorpato con il comune di Noyers-Bocage per formare il comune di Noyers-Missy; successivamente (1º gennaio 2017)  quest'ultimo è stato accorpato ai comuni di Le Locheur e Tournay-sur-Odon formando il comune di Val-d'Arry.

## Società

### Evoluzione demografica
Abitanti censiti